# 王家瑜
王家瑜（1945年9月—），男，汉族，天津人，中华人民共和国政治人物，曾任天津市政协副主席，第九届全国人大代表。